# Gammelkroppa skogsskola

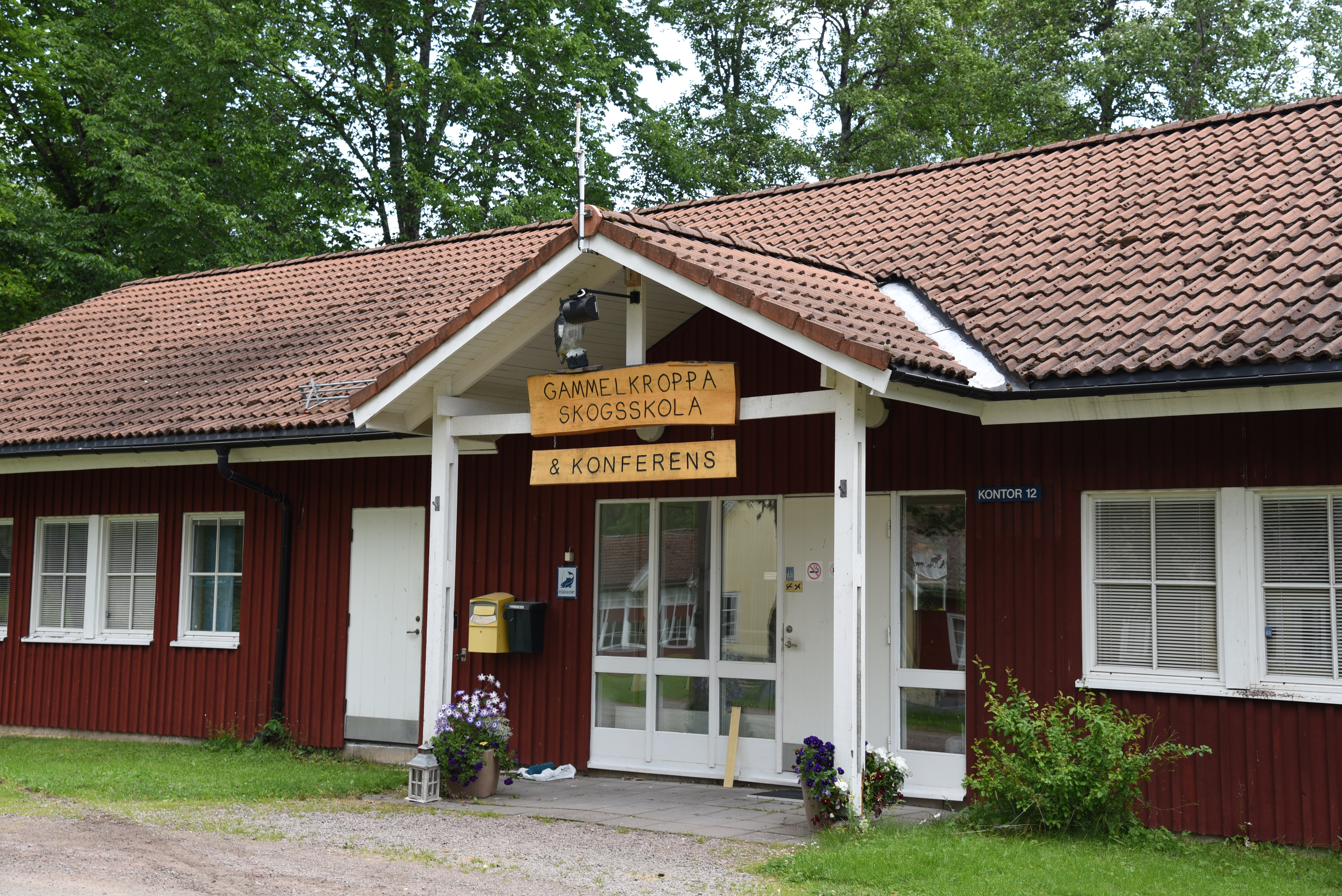
Gammelkroppa skogsskola.

Gammelkroppa skogsskola är en svensk privat högskola som bedriver utbildning av skogstekniker. Den ligger sydost om Filipstad i östra Värmland och är en av Sveriges minsta högskolor.
Skolan drivs av stiftelsen Värmlands och Örebro läns skogsskola där Region Värmland och Region Örebro län tillsammans med ett antal skogsbolag står som huvudmän. Skolan grundades 1860 och flyttade till sin nuvarande lokalisering vid Gammelkroppa hytta 1906.
Skolan utbildade från början skogvaktare. Under årens lopp har skogsbruket förändrats och så även den skogliga utbildningen. Sedan 2005 är examenstiteln vid skolan skogstekniker. 25 studenter antas till det tvååriga skogsteknikerprogrammet vartannat år. Skogsteknikerprogrammet vid Gammelkroppa har i princip samma innehåll som de två första åren vid skogsmästarprogrammet vid Sveriges lantbruksuniversitet.